# Jardim São Judas Tadeu
Jardim São Judas Tadeu é um bairro pertencente ao distrito de Justinópolis em Ribeirão das Neves, na Região Metropolitana de Belo Horizonte. Localiza-se a noroeste do centro de Justinópolis, tem acesso principal pela Av. Denise Cristina da Rocha.

## Origem
De acordo com o Plano de Regularização Fundiária de Ribeirão das Neves elaborado em 2009, o bairro foi aprovado em 23/12/1996 e registrado posteriormente. Esse loteamento está localizado na área de expansão metropolitana, por isso foi realizado seguindo as diretrizes do Plano de Ocupação do Solo Metropolitano, aprovado pelo Conselho Deliberativo da RMBH em conjunto com órgãos municipais. Com uma área total de 422.700 m2, foram disponibilizados 242.627 m2 de uso exclusivo para lotes, que totalizam 908.
Começou a se consolidar nos anos 2000, em decorrência sobretudo da sua localização, na região de conurbação com o distrito de Venda Nova. O loteamento foi promovido pela Imobiliária Belo Vale.

## Atualidade

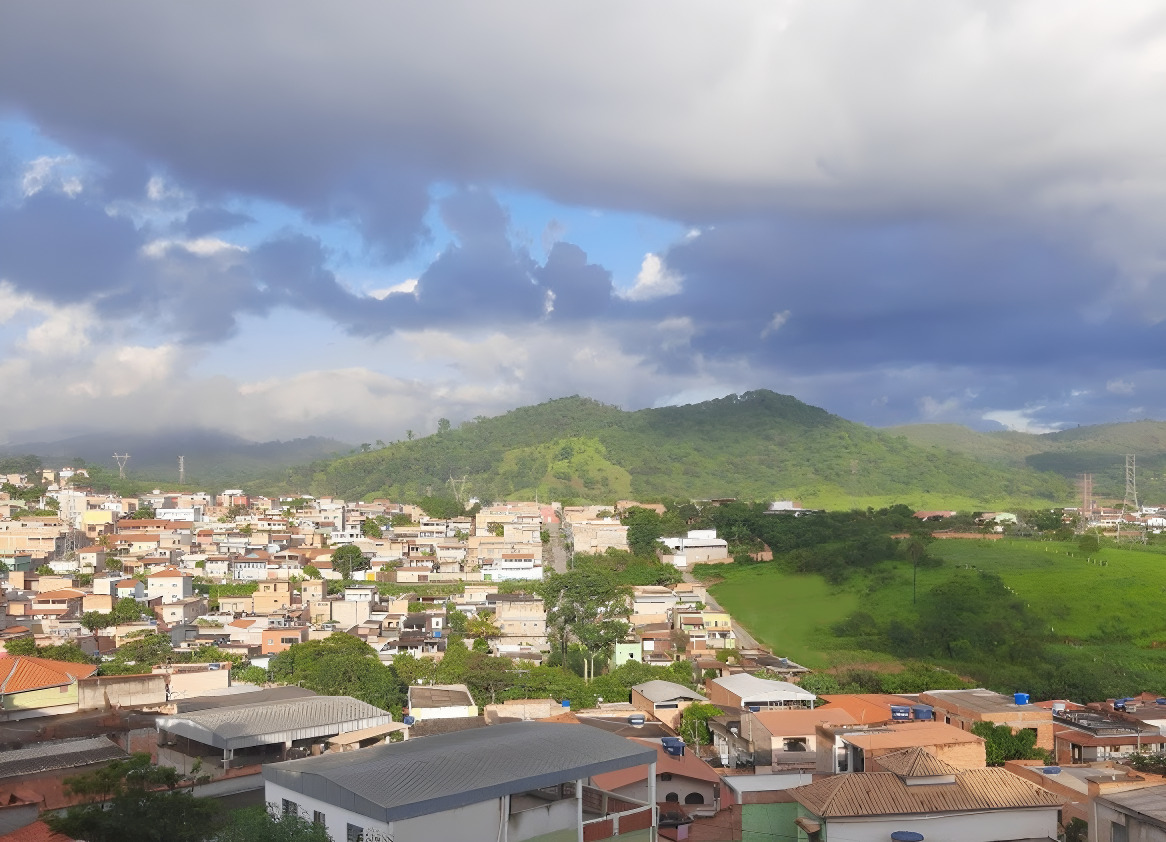
Vista parcial do bairro por um ponto de observação do bairro Cruzeiro e, ao fundo, é possível ver o Parque da Lajinha

O bairro tem uso do solo predominante residencial, com edificações unifamiliares de um pavimento, afastamentos frontais e laterais, médias taxa de ocupação e densidade construtiva. A localidade tem traçado viário regular, implantado sobre relevo relativamente plano.
Atualmente existem diversos comércios espalhados pela região e a presença de algumas indústrias de cerâmica no entorno, como a cerâmica Santo Antônio e a cerâmica Marbeth. Com o crescente aumento populacional da região, diversas redes atacadistas e varejistas instalaram filiais nas proximidades.
Há um campo de futebol, conhecido por ser o local de mando do Grêmio Esportivo Justinópolis, que também é usado pelos moradores dos bairros Cruzeiro e Belo Vale. Na parte central do bairro existe uma praça contendo equipamentos de lazer e ocupações comerciais ao seu redor.
A área Oeste do bairro é ocupada pelo Parque da Lajinha.
Os bairros vizinhos são: Belo Vale, Botafogo, Cruzeiro, Labanca, Maracanã, Paraíso das Piabas e Vera Lúcia.

### Educação
No bairro está localizada uma Escola Estadual, a E.E. Maria Pereira de Araújo, e uma Escola Municipal, a E.M. Lindomar Teixeira, dentre outras escolas localizadas nas redondezas.
A Escola Municipal Lindomar Teixeira oferta a Educação Infantil (Creche/Pré-escola) e o Ensino Fundamental I, enquanto a Escola Estadual Maria Pereira de Araújo oferta o Ensino Fundamental I, II e o Ensino Médio.
Na última divulgação de dados do Exame Nacional do Ensino Médio (ENEM), edição 2019, a Escola Estadual Maria Pereira de Araújo ficou entre as 5 maiores notas de Ribeirão das Neves (média aritmética).

## Transporte
O bairro Jardim São Judas Tadeu é atendido por linhas de ônibus, além dos transportes alternativos (Uber, 99, entre outros).
Para saber mais, veja detalhadamente na lista do bairro Cruzeiro.